# Äskhults by
Äskhults by ingår i kulturreservat, Äskhults kulturreservat, i Förlanda socken, Kungsbacka kommun. Byn har numera inga boende kvar och är bevarad i historiskt skick. Den består av fyra gårdar och den skiftades på ett sådant sätt att husen inte behövde flyttas, vilket har gjort att den bevarat sin gamla struktur. Den sista boende dog 1964 och genom lobbying under 1940- och 1950-talen kom byn att bevaras. 
Byn blev förklarad som byggnadsminne 1981 och är även kategoriserad som riksintresse för kulturmiljövård.
1997 bildades naturreservatet Äskhult och sedan 2004 är Äskhult ett kulturreservat. Det ägs och förvaltas av Västkuststiftelsen.

## Byn
Äskhults by ligger på krönet av en skogbevuxen höjd och består av fyra gårdar och elva byggnader från 1600–1800 talen, vilka ligger runt det lilla bytorget från 1700-talet. Byn genomförde storskifte 1825 och laga skifte 1864, men gårdarna splittrades inte, vilket gör att de ligger kvar på sina ursprungliga platser. Namnet Äskhult härstammar från år 1592, då det skrevs Eskholt.
År 1824 bodde det 26 personer i Äskhult och befolkningen kom därefter att öka till omkring 40 personer under 1800-talets senare del, varför det byggdes några torp på byns utmarker. Den första bybon emigrerade till Amerika år 1859, men kom senare att återvända. Omkring 30 år senare tog utvandringen fart och cirka femton ungdomar lämnade byn och på 1930-talet fanns åtta personer kvar i Äskhult. I husen fanns varken el eller vatten.

## Gårdarna

### Bengts

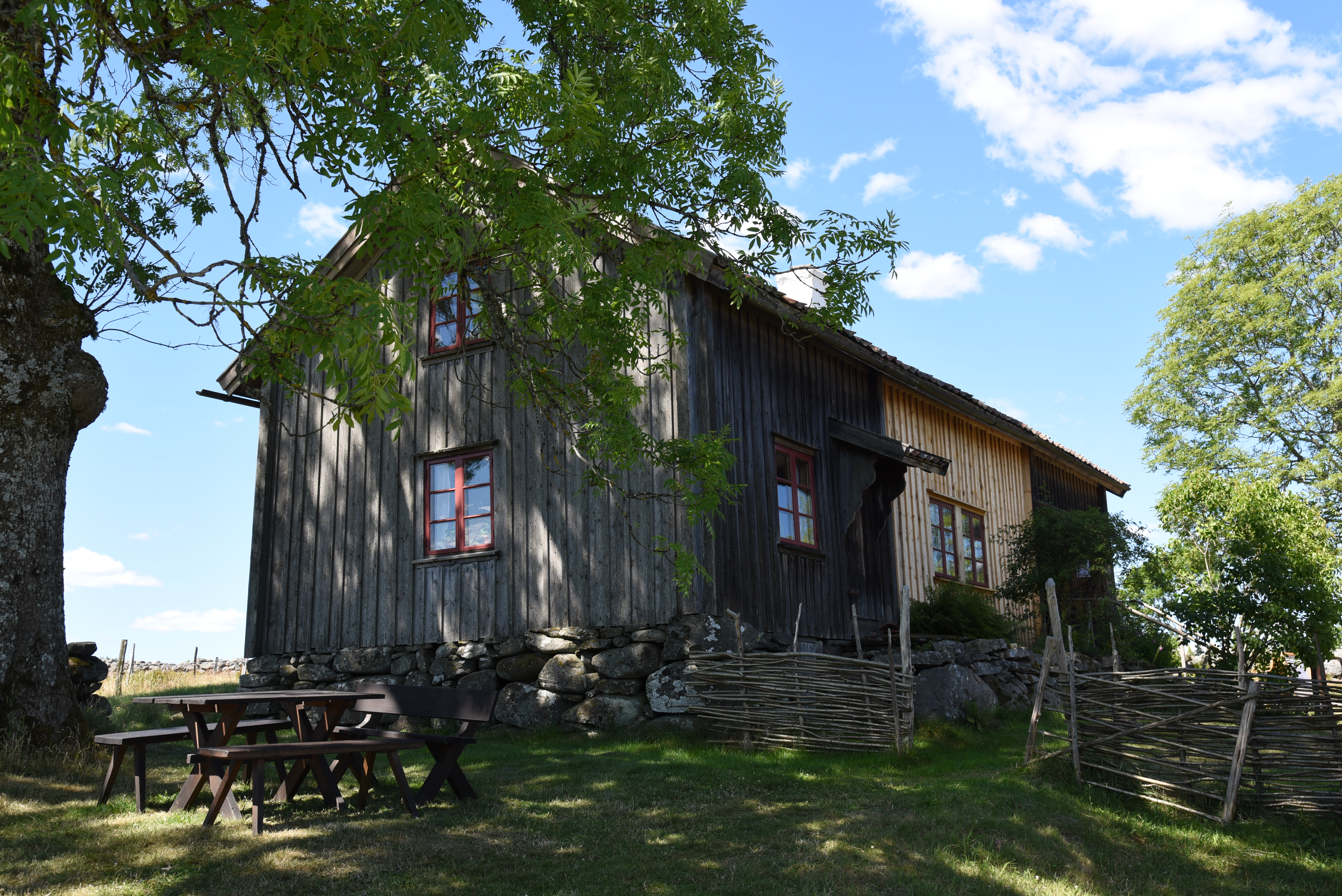
Bengts gård.

Bengts gård, uppkallad efter riksdagsman Bengt Pehrson, består av ett boningshus och en ladugård. Gården är från år 1610 och Bengt Pehrsson flyttade dit år 1785. Boningshuset, som är det yngsta huset i Äskhults by, uppfördes år 1850, medan ladugården är från 1600-talets första hälft och är därmed troligen byns äldsta byggnad. Det nuvarande boningshuset uppfördes av Bengt Pehrssons sex sonsöner. Det byggdes till år 1914 för att göra köket större.

### Jönsas
Jönsas gård, uppkallad efter flera generationer Jöns-söner under 1600- och 1700-talen, består av ett boningshus och en ladugård. Det nuvarande boningshuset flyttades till Äskhults by från Timmerås i Förlanda under åren 1968–1970, sedan det tidigare huset brunnit ned år 1953. Det är en ryggåsstuga, så som alla byns boningshus ursprungligen var. De övriga har senare byggts om till framkammarstugor, eller nybyggts. Vävstolen, som finns i boningshuset är i original, då den vid branden 1953 stod i ladugården. Tröskvandringen på baksidan av ladugården inköptes år 1892. På fasaden på Göttas hus, som vetter mot Jönsas, syns brandskador från branden år 1953. Ladan uppfördes under 1700-talet och byggdes om under 1870-talet. Takhalmen ersattes år 1932 med spåntak, men år 2011 återgick man till halm som taktäckning.

### Derras

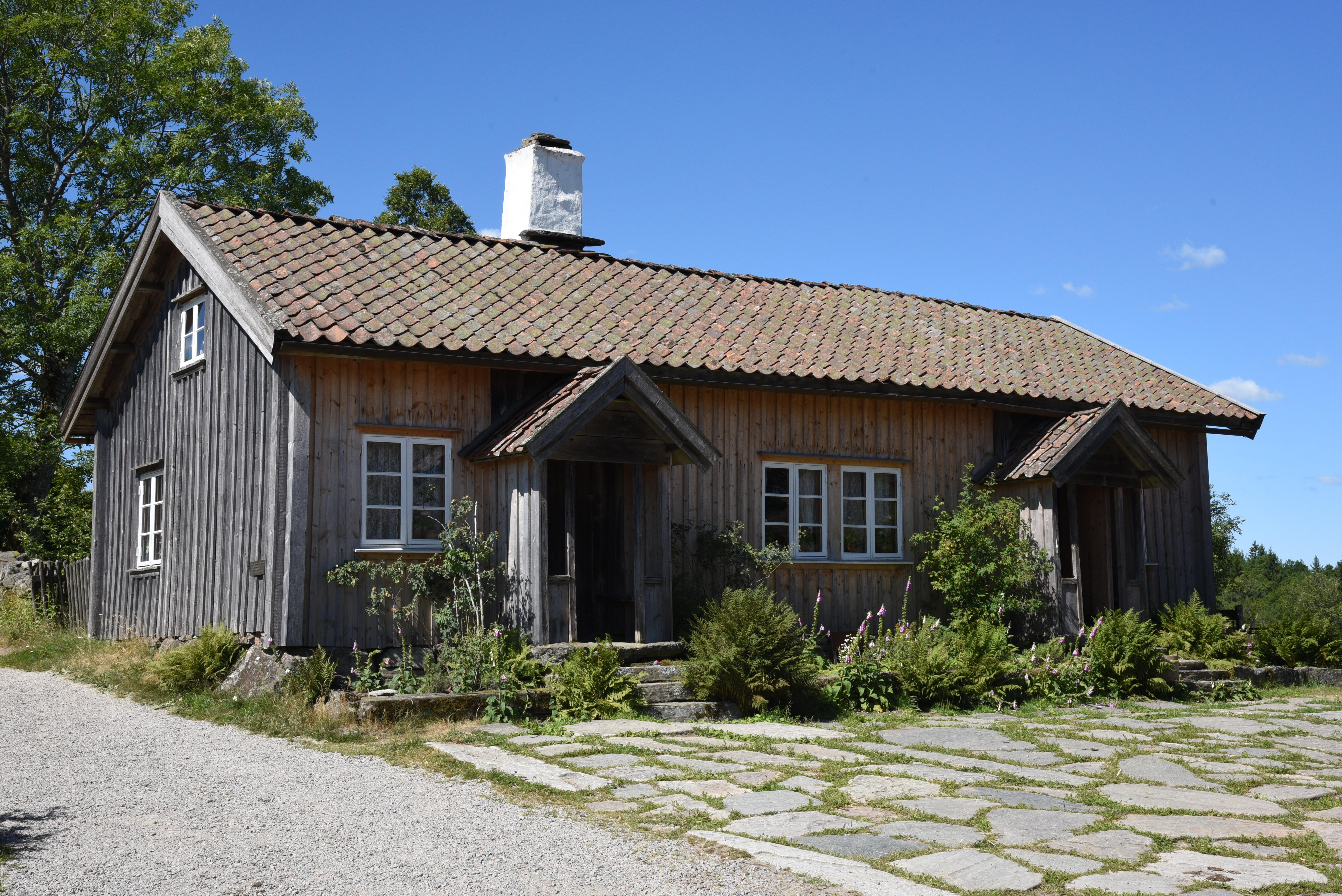
Derras manhus.

Namnet Derras kommer av ordet grannens och gården har alltid haft det namnet. Boningshuset var troligtvis ursprungligen en högloftsstuga. Byns sista invånare var Gottfrid Pettersson, som bodde i gården Derras fram till sin död år 1964. Utöver manhuset består gården av ett stall med svinhus och en ladugård. Byggnaderna ligger runt en stenlagd gård. Tidigare fanns ytterligare ett manhus vid bytorget. Förstukvistarna mot gårdsplanen rekonstruerades år 1964 efter förlaga från gården Göttas manhus. Stallet byggdes efter storskiftet.

### Göttas
Göttas gård, som fick sitt namn år 1755 sedan Anders Persson från Gödatorp i Gällinge köpt gården, består av boningshus, stall, ladugård, jordkällare, "huggehus" med snickarverkstad och vedbod, samt har en mindre fruktträdgård. Boningshuset byggdes om från ryggåsstuga till framkammarstuga på 1800-talet, medan förstukvistarna tillkom på 1900-talet. Göttas är Äskhults bäst bevarade gård. Det ursprungliga manhuset, i form av en ryggåsstuga med torvtak, uppfördes år 1755. Ladan byggdes omkring år 1726, men genomgick en genomgripande renovering i början av 1750-talet. "Huggehuset" består av en källarbyggnad med metertjocka väggar och uppfördes efter år 1755. Påbyggnaden består av timmer och takmaterialet har varierat mellan tegel, halm och spån. Den förste ägaren finns omnämnd i en skattelängd år 1630 och gården var bebodd fram till år 1945.

## Fotogalleri

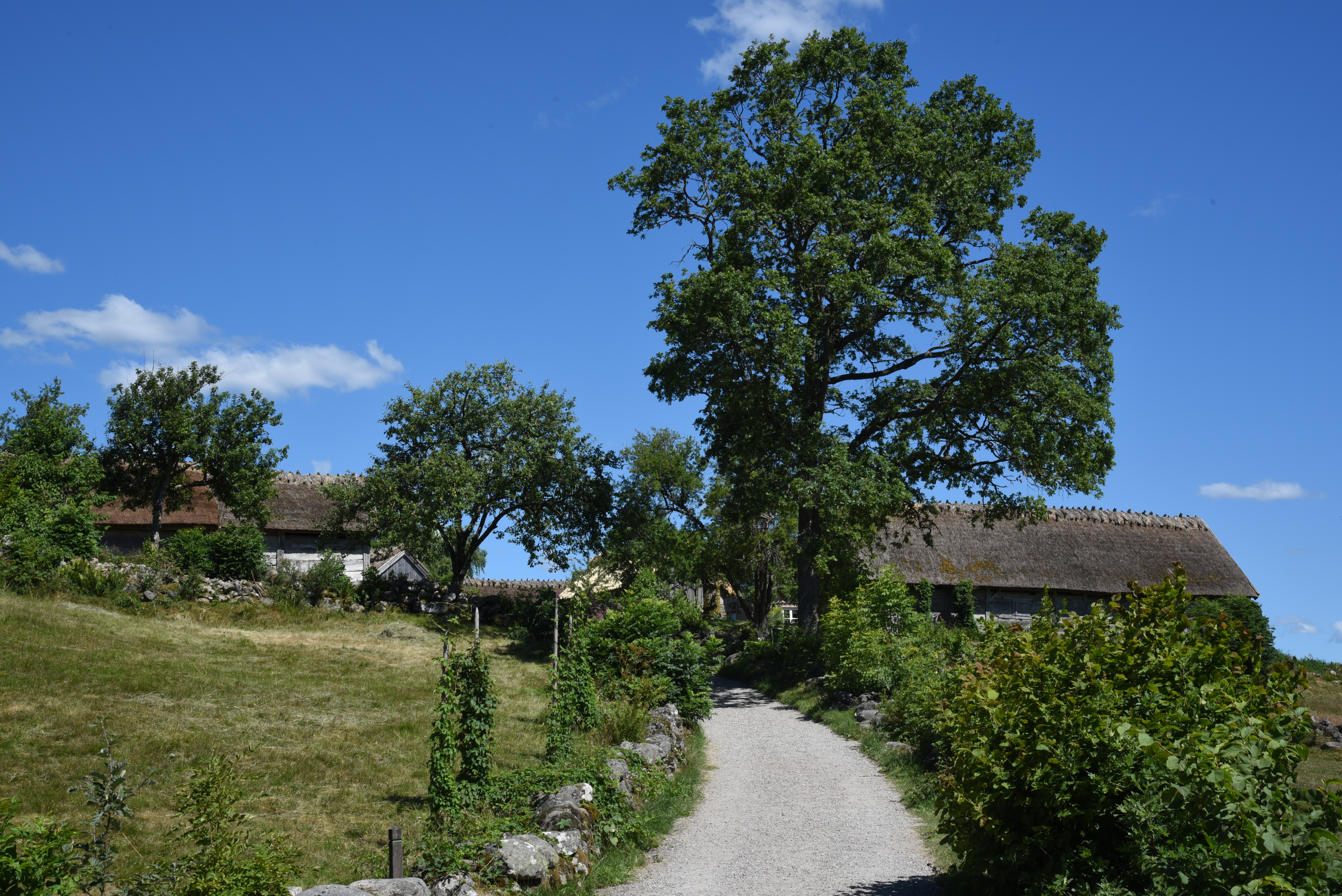
Äskhults by ligger på en skogbevuxen höjd.
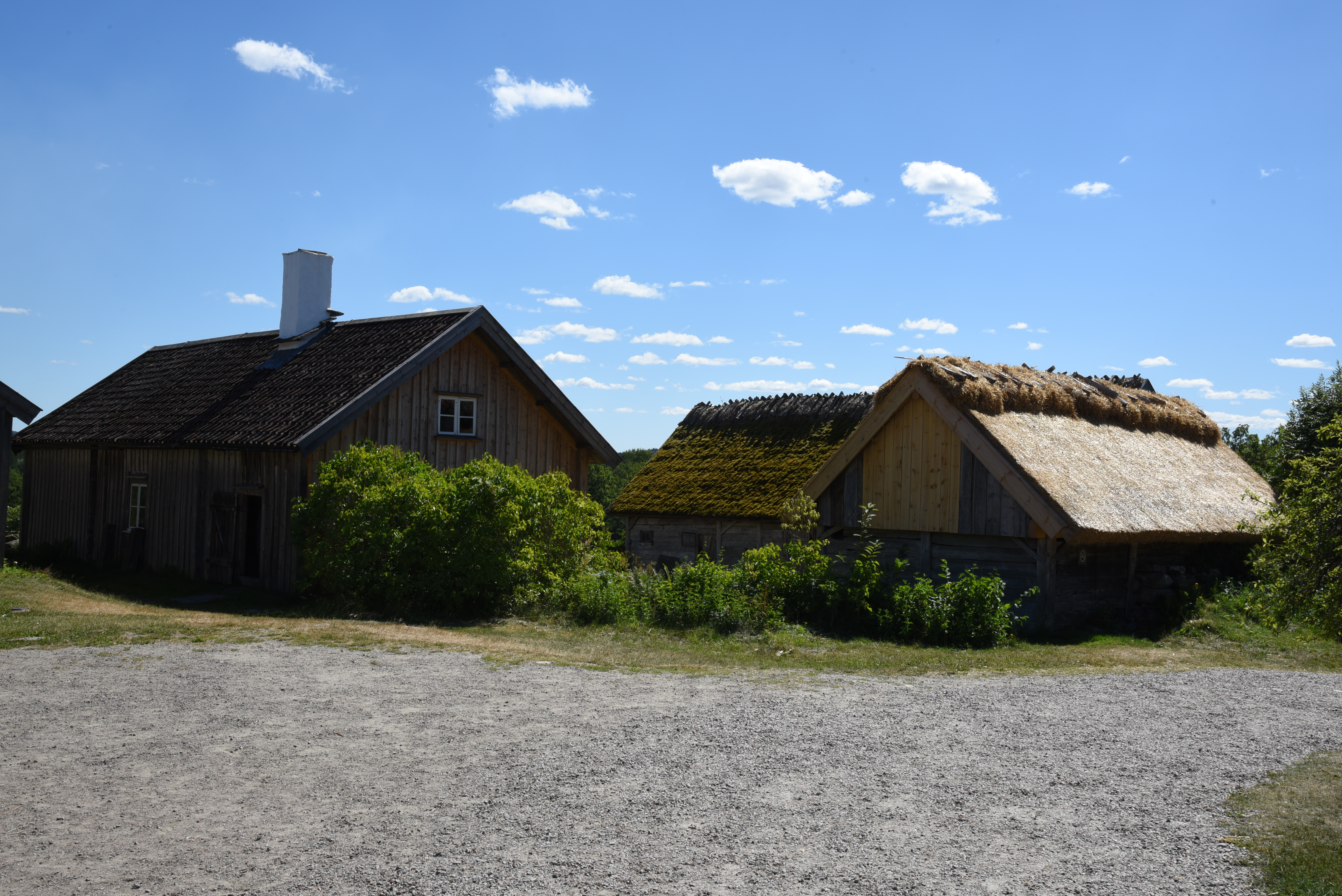
Göttas gård sedd från bytorget.
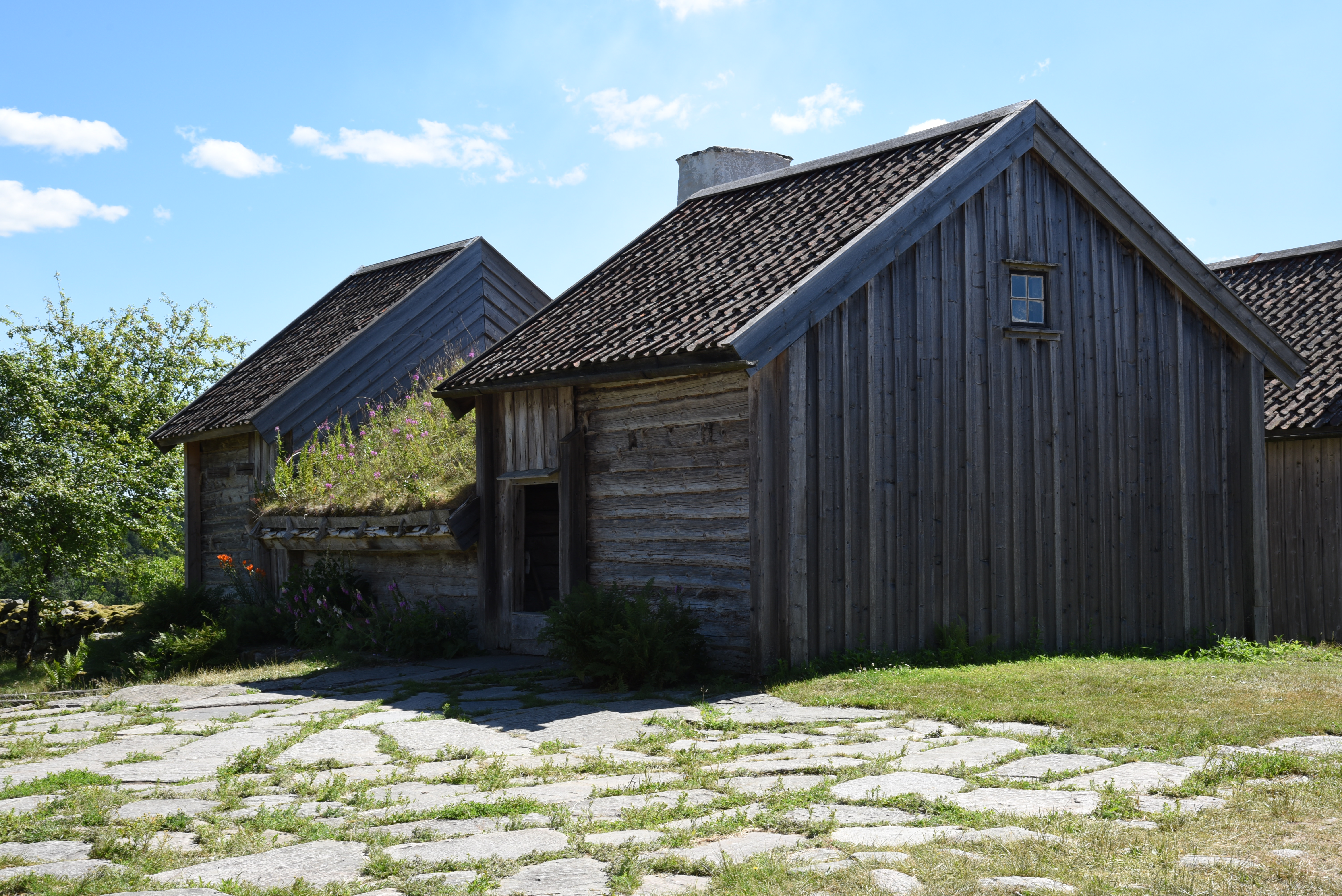
Jönsas bostadshus.
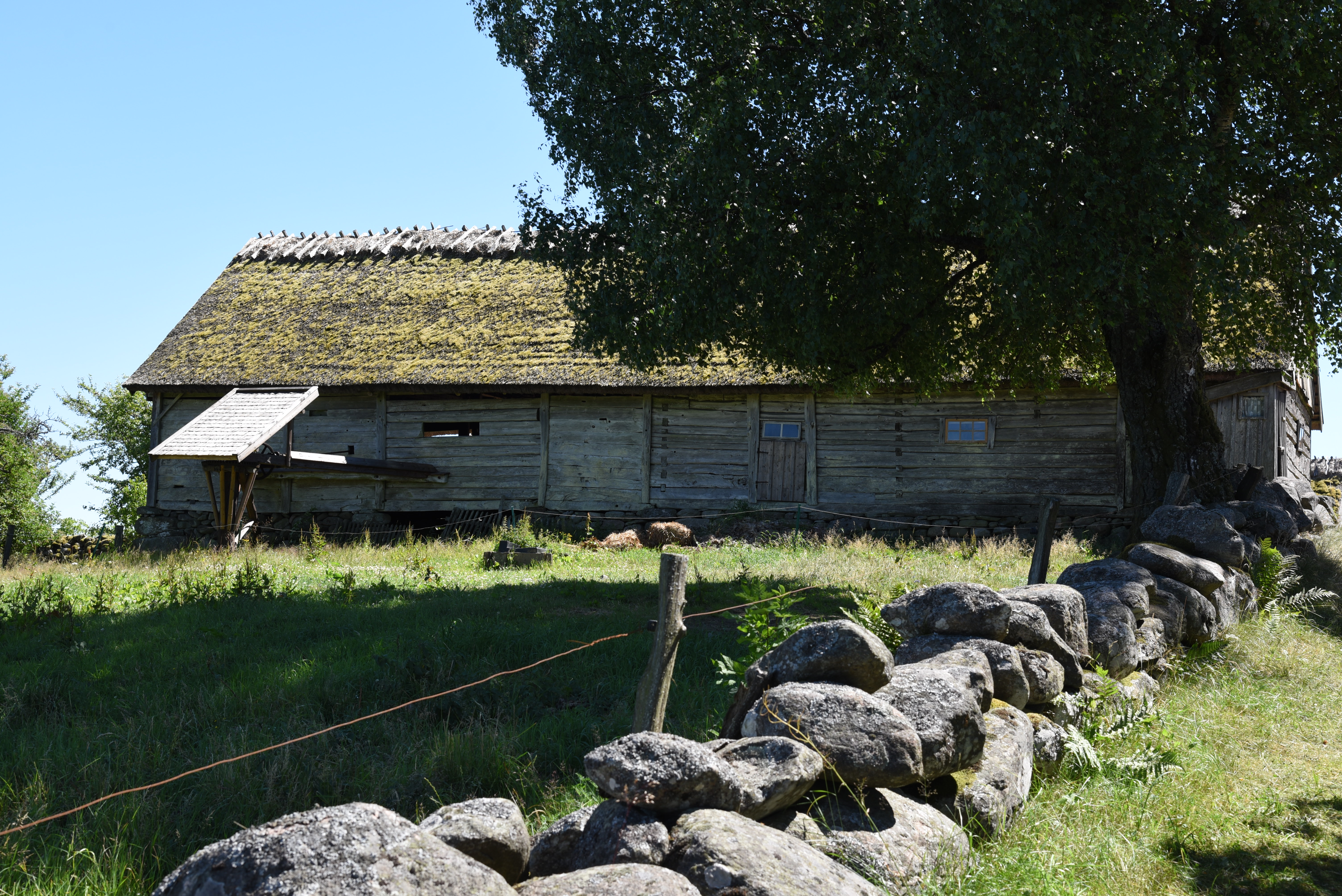
Jönsas lada.
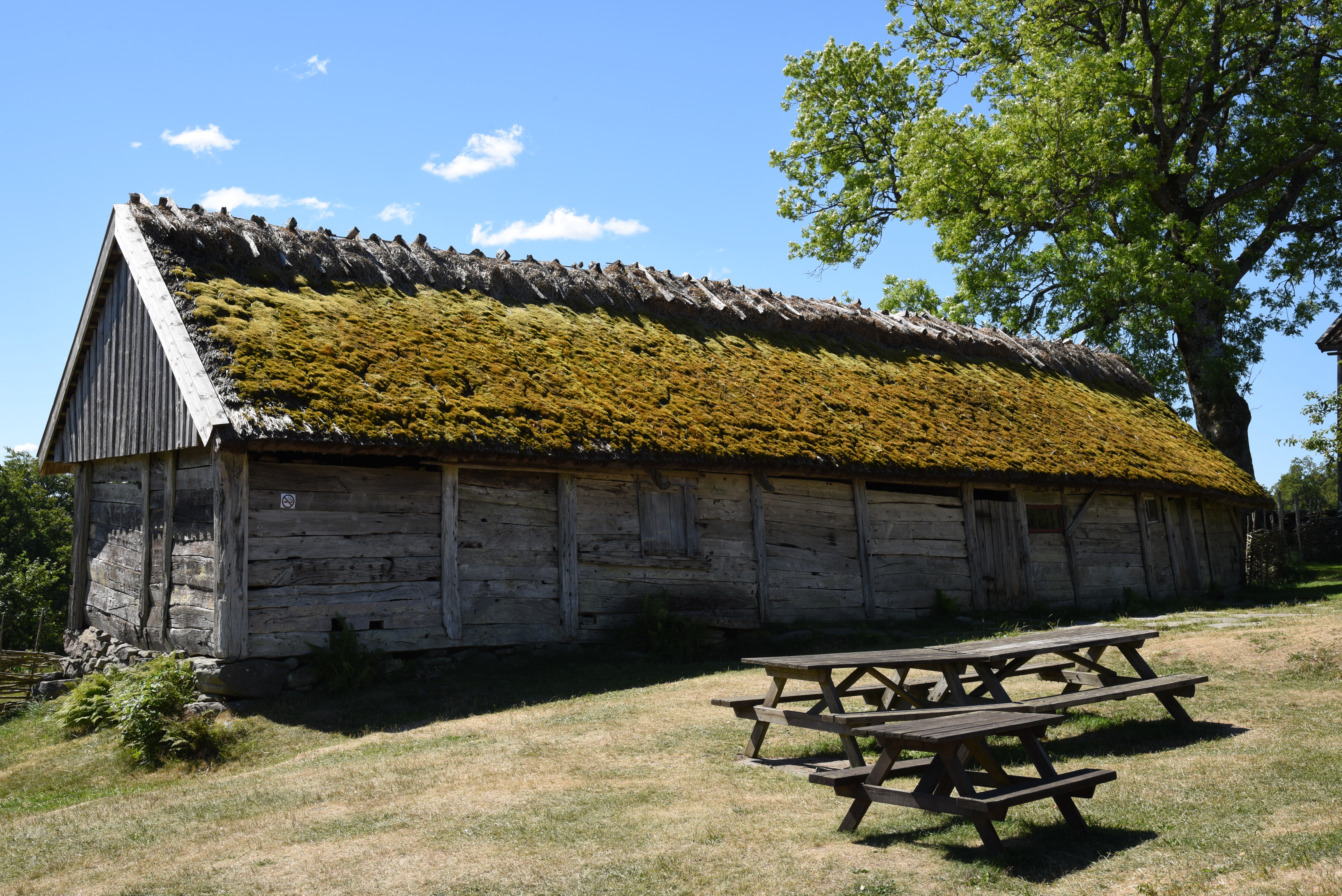
Bengts lada – byns äldsta byggnad.